# Doctrine Powell

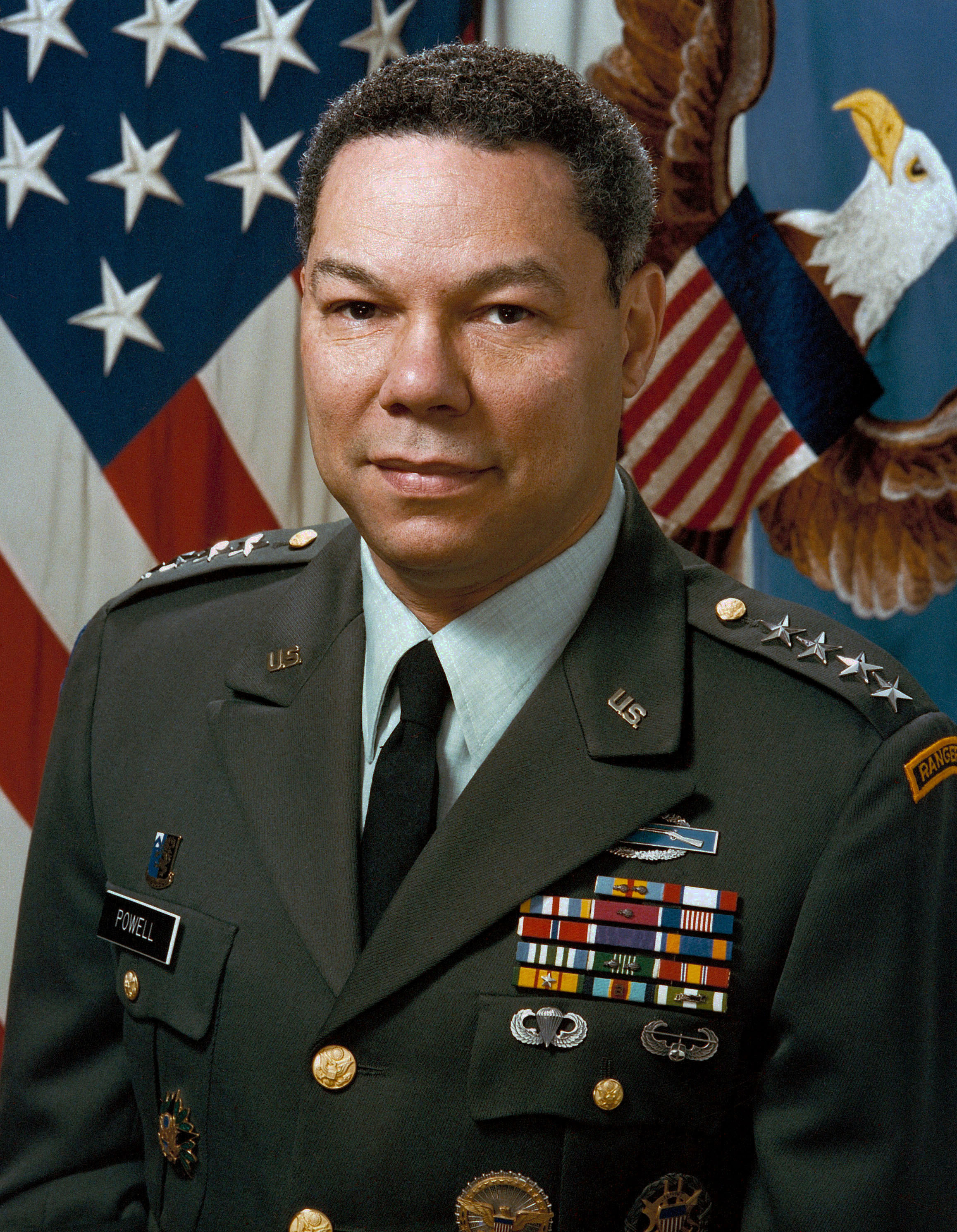
Le général Colin Powell en 1989.

La doctrine Powell est un principe d'engagement militaire défini par le général américain Colin Powell à l'aube de la guerre du Golfe en 1990-1991. Elle est basée sur la doctrine Weinberger (du nom de l'ancien secrétaire à la Défense et supérieur de Powell, Caspar Weinberger).
Cette doctrine se résume à une série de questions auxquelles on doit répondre par l'affirmative avant d'engager la puissance militaire américaine :
1. Des intérêts vitaux sont-ils en jeu ?
2. Des objectifs atteignables ont-ils été définis ?
3. Les risques et coûts ont-ils été objectivement analysés ?
4. Toutes les autres options non-violentes ont-elles été épuisées ?
5. Existe-t-il une stratégie de sortie permettant d'éviter un embourbement ?
6. Les conséquences d'une intervention ont-elles été évaluées ?
7. Le peuple américain soutient-il cette action ?
8. Avons-nous un réel soutien de la communauté internationale ?

Le cinquième point de la doctrine est généralement perçu comme une réticence des États-Unis à s'engager dans des opérations de maintien de la paix. Powell a par la suite approfondi sa doctrine, ajoutant notamment qu'en cas de conflit, toutes les ressources et capacités disponibles doivent être utilisées de manière à submerger l'ennemi, afin de minimiser les pertes américaines et forcer une capitulation rapide de la partie la plus faible. La doctrine Powell de force écrasante est par contre en contradiction avec le principe de proportionnalité mis en avant dans la doctrine de la guerre juste.
Cette doctrine fut remise en cause dans les années 2000, notamment par le général Petraeus et considérée comme dangereuse et contre-productive, car trop centrée sur la technologie et inadaptée aux guerres contre-insurrectionnelles comme celles en Irak ou en Afghanistan[réf. nécessaire].